# Dajr Ballut
Dajr Ballut (arab. دير بلوط) – wieś w Syrii, w muhafazie Aleppo. W 2004 roku liczyła 465 mieszkańców.